# Cyclomia disparilis
Cyclomia disparilis är en fjärilsart som beskrevs av William Schaus 1911. Cyclomia disparilis ingår i släktet Cyclomia och familjen mätare. Inga underarter finns listade i Catalogue of Life.